# Orval, Cher
Orval är en kommun i departementet Cher i regionen Centre-Val de Loire i de centrala delarna av Frankrike. Kommunen ligger  i kantonen Saint-Amand-Montrond som tillhör arrondissementet Saint-Amand-Montrond. År 2022 hade Orval 1 637 invånare. Orval är tvillingstad till Saint-Amand-Montrond som ligger på andra sidan floden Cher.

## Befolkningsutveckling
Antalet invånare i kommunen Orval
Referens:INSEE